# Kenneth Grant
Kenneth Grant (Ilford, Essex, 23. svibnja] 1924. - ?, 15. siječnja 2011.), britanski književnik, ceremonijalni mag, pobornik Theleme te osnivač Tifonijskog reda.
Od rane je mladosti želio izučavati mistične istočnjačke vještine i okultizam, zbog čega se 1942. godine počeo dopisivati sa zloglasnim engleskim okultistom Aleisterom Crowleyjem (1875. – 1947.) te se s vremenom uopznao s njime i postao njegov učenik. Godine 1946. Crowley ga je inicirao u hermetičku organizaciju Argentum Astrum i potvrdio kao člana devetog stupnja u Ordo Templi Orientis (OTO).
Godine 1951. osnovao je, uz dozvolu Crowleyjeva nasljednika Karla Germera (1885. – 1962.) Novu Izidinu ložu kao engleski ogranak O.T.O.-a. Međutim, s vremenom je došao u sukob s Germerom koji ga je izopćio iz reda, ali je Grant nastavio samovoljno voditi svoju ložu do Garmerove smrti 1962. godine, kada je počeo prisvajati naslov Vanjskog vođe Reda. Tijekom 1970-ih osnovao je vlastitu thelemsku organizaciju Tifonijski O.T.O.
Prihvatio je Tifona za svoje božanstvo te je po njemu prozvao svoja djela u nizu, tzv. Tifonijske trilogije, među kojima su najpoznatije Magijski preporod (1972.), Aleister Crowley i skriveni bog (1973.) i Kultovi sjenke (1975.).